# Olinowanie

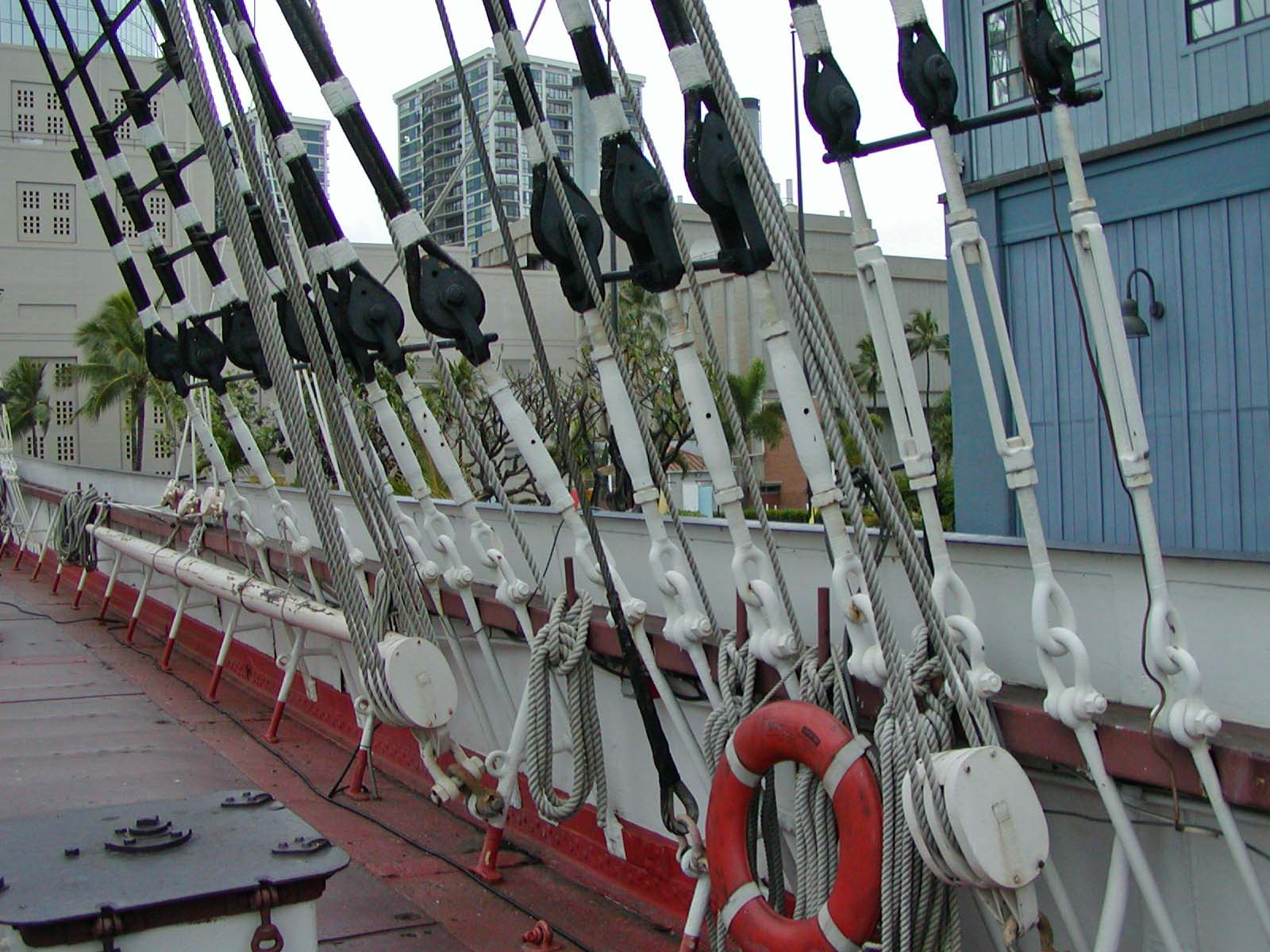
Wanty na żaglowcu „Falls of Clyde” (kolor czarny)

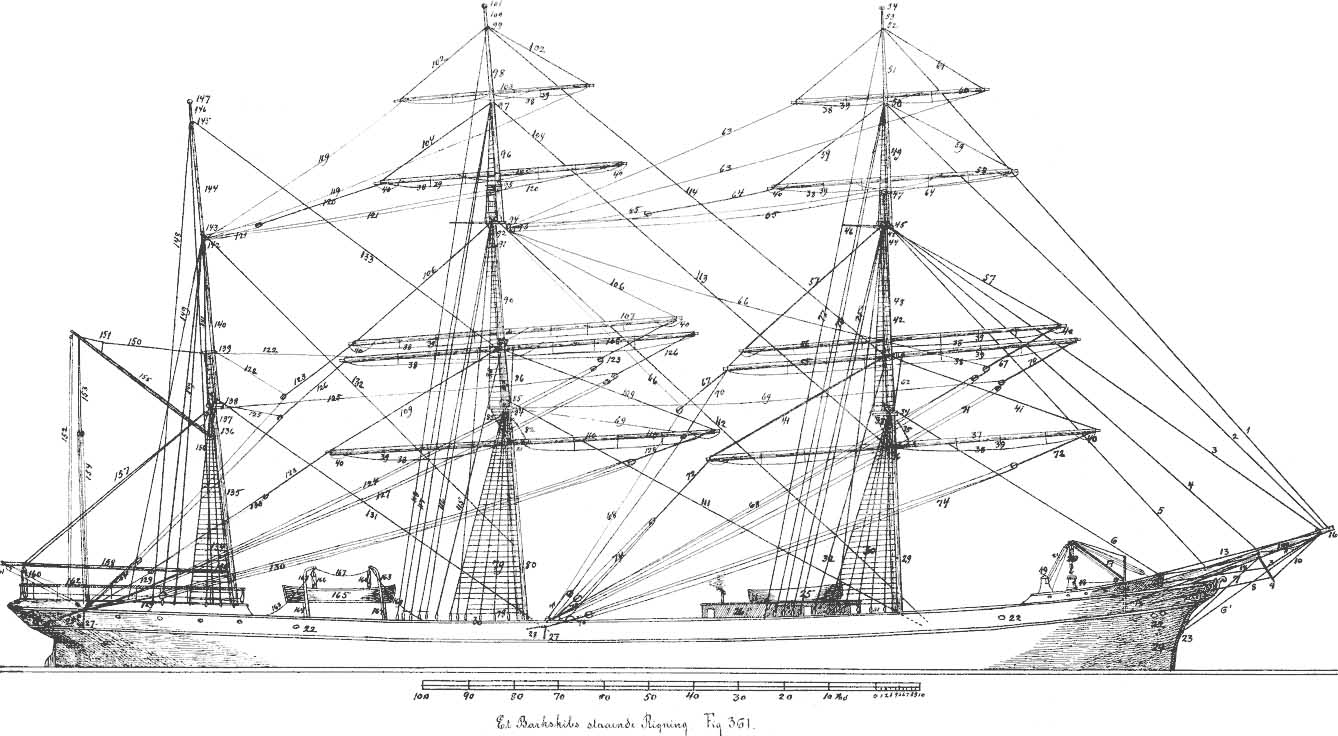
Olinowanie stałe trójmasztowego barku

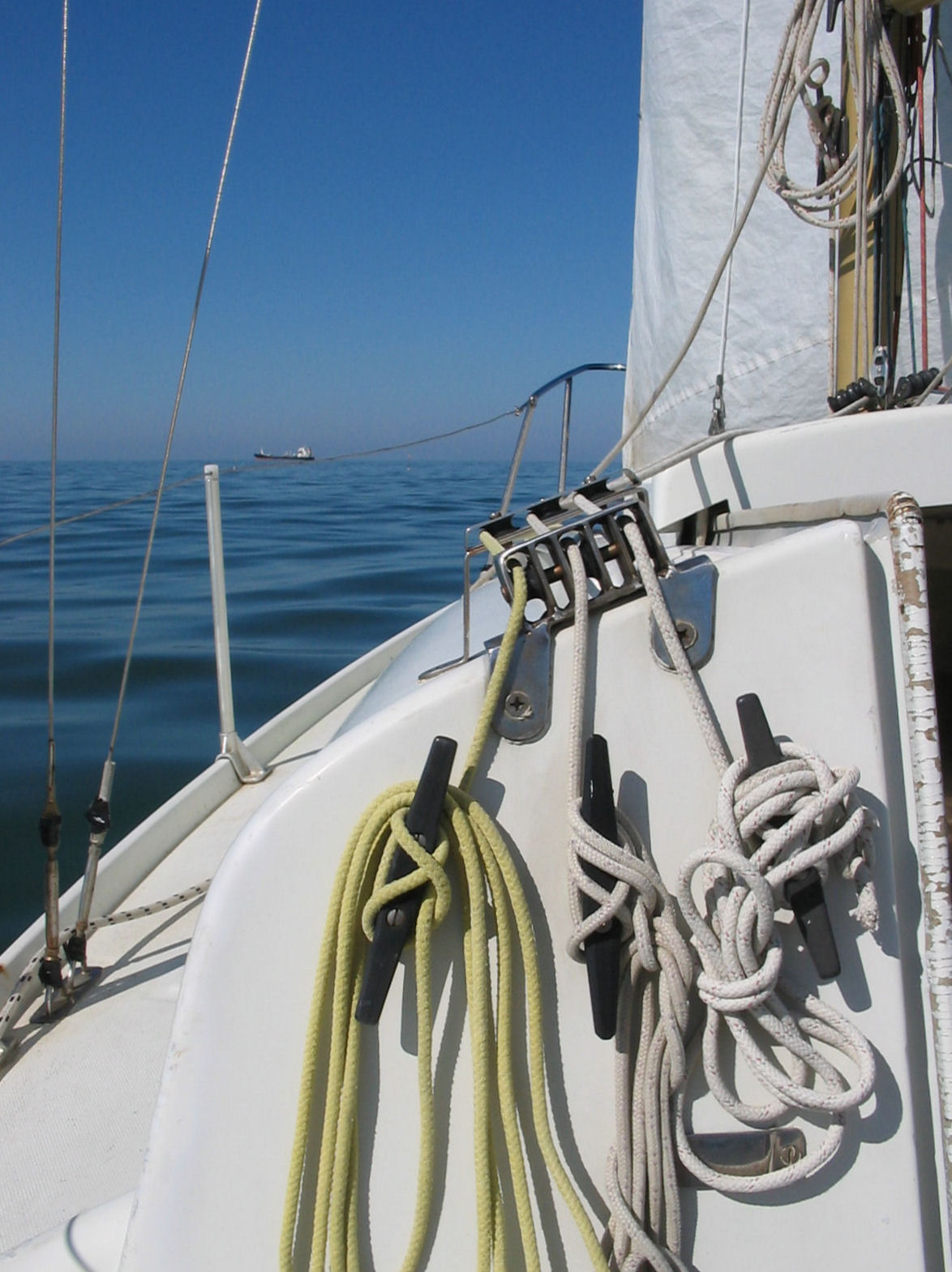
Fały jako olinowanie ruchome na jachcie kabinowym

Olinowanie – system lin na jachcie lub innym statku żaglowym. Stanowi obok omasztowania i ożaglowania część takielunku. 

## Klasyfikacja
Olinowanie dzieli się na dwa główne typu:
- olinowanie stałe
- olinowanie ruchome

Olinowanie stałe to system lin służących do utrzymania w pionie i stabilizacji masztu, natomiast liny olinowania ruchomego wykorzystuje się do obsługi takielunku oraz innych elementów ruchomych na jachcie. Kiedyś istniała również kategoria olinowanie półstałe, do którego zaliczane były topenanty oraz baksztagi ze względu na to, że w niektórych przypadkach są one pracującymi linami regulowanymi podczas żeglugi. 